# Lubraniec
Lubraniec este un oraș în Polonia.